# Mouvement citoyen genevois
Le Mouvement citoyen genevois (MCG) est un parti politique du canton de Genève fondé en 2005. Régionaliste et populiste, ce mouvement a pour principale ligne la défense les citoyens et résidents genevois.
A Genève, il se classe en quatrième position en termes de représentation au Grand Conseil avec quatorze sièges et a obtenu, lors des élections du Conseil national du 22 octobre 2023, deux sièges.

## Histoire

### Fondation
Le MCG est fondé le 6 juin 2005 par Georges Letellier, issu de l'Union démocratique du centre, et Éric Stauffer, du Parti libéral, en vue des élections cantonales et adopte pour slogan « Genève et les Genevois d'abord ». À l’origine baptisé « Mouvement blochérien genevois »,, il se revendique ni de gauche, ni de droite, considérant qu'il s'agit d'une « pure illusion depuis la chute du mur de Berlin » et s'oppose ainsi à cette « confortable et trompeuse dualité ».
Le 9 octobre 2005, lors des élections cantonales genevoises, le MCG obtient 7,73 % des suffrages, ce qui lui permet d'obtenir neuf sièges au Grand Conseil. Cette entrée était d'autant plus inattendue que le parti n'était âgé que de trois mois.

### Municipales de 2007
Le 25 mars 2007, lors des élections municipales, le MCG présente 91 candidats dans neuf communes et obtient des élus dans les trois communes de Lancy, de Vernier et d'Onex, parmi les plus importantes du canton après la ville de Genève. Le 29 avril, le MCG lance deux candidats à l'exécutif communal de Onex et Vernier, forçant à un deuxième tour dans les deux communes. Le mouvement représenté par Éric Stauffer est battu à Onex mais Thierry Cerutti l'emporte dans la triangulaire à Vernier avec 184 voix sur le libéral Georges Zufferey.
Cependant, cette dernière élection est suspendue à la suite de trois plaintes — déposées par Zufferey, l'association libérale de Vernier et une citoyenne de la commune — le candidat étant inculpé le 19 septembre 2007 de fraude électorale, de captation de suffrages et d'infraction à la loi sur les élections et votations. Finalement, le Tribunal administratif invalide le 5 février 2008 le scrutin,,, et condamne Cerutti et le MCG à payer 3 000 francs d'émoluments, ainsi que 5 000 francs d'indemnité de procédure aux requérants, décision que le candidat n'accepte pas. Il dépose donc un recours auprès du Tribunal fédéral et met en place un « Conseil administratif populaire » et informel. Le MCG dénonce quant à lui l'implication de personnalités socialistes dans la procédure. Le 28 septembre 2008, à l'occasion d'un nouveau scrutin, Cerrutti remporte l'élection partielle, devançant le libéral Pierre Ronget et le socialiste Alain Charbonnier,.

### Élection du Grand Conseil en 2009
Le 9 octobre 2009, il obtient 14,74 % des suffrages et devient le deuxième parti du canton, avec 17 sièges sur 100 au Grand Conseil, à égalité avec les Verts, mais derrière le Parti libéral et ses 20 sièges. Dans la foulée, il investit Éric Stauffer et Mauro Poggia comme candidats au Conseil d'État.

### Élections municipales de 2011
Lors du renouvellement des législatifs communaux du 13 mars 2011, le parti sort vainqueur des élections communales genevoises. À Genève, il dépasse le quorum requis de 7 % qu'il avait raté en 2007 et passe d'aucun à 11 sièges avec 13,12 % renversant ainsi la majorité absolue de gauche obtenue pendant 24 ans.
Ayant présenté des listes dans 19 communes, le MCG y place 73 élus dans 16 communes contre 12 élus dans trois d'entre elles lors des élections de 2007.

### Élections fédérales de 2011
Lors des élections fédérales suisses de 2011, le mouvement gagne un siège par le biais de Mauro Poggia, au détriment du Parti libéral-radical.

### Élections du Grand Conseil et du Conseil d'État en 2013
Le 6 octobre 2013, le MCG, sous la présidence de Roger Golay, continue son ascension électorale et confirme sa position de deuxième parti du canton. Avec 19,23 % des suffrages, il passe de 17 à 20 sièges au Grand Conseil, derrière le Parti libéral-radical (24), qui perd sept sièges, et devant le Parti socialiste (15) qui reste stable. Les Verts (10), qui étaient à égalité avec le MCG lors de la précédente législature, perdent presque la moitié de leur députation et passent à l'avant-dernière place juste devant l'extrême gauche (9) qui revient après huit ans d'absence.
À l'occasion du premier tour des élections pour le Conseil d'État, le MCG présente trois candidats : Mauro Poggia, Éric Stauffer et Delphine Perrella-Gabus. Ceux-ci se placent respectivement à la 6e, 8e et 11e place. L'alliance entre le MCG et l'Union démocratique du centre (UDC) est confirmée pour le second tour qui a lieu le 10 novembre. Leur liste commune, constituée de Mauro Poggia, Éric Stauffer et Céline Amaudruz (UDC, 14e lors du premier tour) conduit à l’élection de Poggia au Conseil d'État (6e), les deux autres se plaçant respectivement 11e et 10e (non élus).
Il est à noter que la durée des législatures est rallongée d'une année, passant de quatre à cinq ans, avec l'entrée en vigueur de la nouvelle constitution genevoise le 1er juin 2013.
| Année | Élections        | Pourcentage | Sièges |
| ----- | ---------------- | ----------- | ------ |
| 2005  | Grand Conseil    | 7,7 %       | 9      |
| 2007  | Conseil national | 2,5 %       | 0      |
| 2009  | Grand Conseil    | 14,74 %     | 17     |
| 2011  | Conseil national | 9,78 %      | 1      |
| 2013  | Grand Conseil    | 19,23 %     | 20     |
| 2013  | Conseil d'État   | -           | 1      |
| 2015  | Conseil national | 7,16 %      | 1      |
| 2018  | Grand Conseil    | 9,43 %      | 14     |
| 2018  | Conseil d'État   | -           | 1      |

### Élections du Grand Conseil et du Conseil d'État en 2018
Le 15 avril 2018, le MCG connaît un fort recul lors des élections au Grand Conseil en ne totalisant que 9,43 % des voix (en baisse de près de 10 points par rapport au scrutin de 2013) et obtient seulement 11 sièges, contre 20 dans le Conseil sortant. En revanche, Mauro Poggia termine lui à la deuxième place pour les élections au Conseil d'État, avant d'être réélu au second tour le 6 mai suivant.

### Élections municipales de 2020
Lors des élections municipales du 15 mars 2020, le MCG présente des listes dans neuf communes qui toutes sont en baisse par rapport au scrutin de 2015. Le parti perd même toute représentation dans les conseils municipaux de Carouge, Thônex et Versoix. Dans la ville de Genève, la liste du parti n'arrive qu'en septième position avec 7,73 % des voix, cependant qu'aucun des deux candidats au conseil administratif n'est élu.

### Modifications des statuts de 2024
Le 18 septembre 2024, le MCG se réunit en assemblée générale extraordinaire afin de moderniser ses statuts pour la première fois depuis 2010. Le principal changement est l'abandon du système de cooptation de certains membres du bureau directeur. Les nouveaux statuts impliquent donc que tous les membres directeurs sont désormais élus. Le parti en profite également pour supprimer le « s » de « citoyens », optant ainsi pour un nom plus en accord avec les règles de la grammaire française.

## Direction
La députée Sandra Borgeaud, précédemment assistante parlementaire d'un élu du Parti suisse du travail (communiste) au Conseil national, est élue au bureau du Grand Conseil contre la volonté de son parti. Elle en est exclue le 22 novembre 2006.
Le 20 février 2008, Stauffer est élu par l'assemblée générale du parti au poste de président. Roger Golay, Pascal Spuhler, Chantal Bauco et Henry Rappaz deviennent vice-présidents. Golay remplace Stauffer à la présidence le 28 avril 2012 ; Spuhler, Mauro Poggia et Carlos Medeiros sont réélus en tant que vice-présidents alors que Stauffer est élu président d'honneur pour le remercier de ses services.
Lors de l'Assemblée générale du 29 avril 2016, Ana Roch emporte d'une voix la présidence face à Éric Stauffer.
En 2022, le député François Baertschi emporte la présidence du mouvement.

### Présidents
| Période     | Nom                |
| ----------- | ------------------ |
| 2005-2006   | Georges Letellier  |
| 2006-2008   | Georges Jost       |
| 2008-2012   | Éric Stauffer      |
| 2012-2016   | Roger Golay        |
| 2016-2019   | Ana Roch           |
| 2019-2022   | Francisco Valentin |
| depuis 2022 | François Baertschi |

## Syndicat SEGE
Le MCG a décidé de fonder un nouveau syndicat, le Syndicat des employés genevois (SEGE), dont le secrétaire général est Daniel Sormanni pour tenter de rassembler les Genevois qui s'estimeraient victimes de discriminations dues à la présence de travailleurs frontaliers. La Communauté genevoise d'action syndicale (CGAS) refuse de reconnaître ce nouveau syndicat car elle déclare qu'il poursuit un but illicite.

## Positions politiques
Le message du MCG positionne le parti comme étant « ni de gauche, ni de droite », affirmant son engagement : « le citoyen d'abord »,. Tandis que certains détracteurs assimilent ses idées à l'extrême droite puisque le MCG établit notamment un lien direct entre la présence des travailleurs français (frontaliers) à Genève et le taux de chômage,, notamment lors de la votation sur l'extension de la libre-circulation des personnes tenue le 25 septembre 2006, d'autres rejoignent le mouvement considérant qu'il est "trop à gauche".
Il est placé dans le parlement cantonal au centre, au centre à Onex et à l'extrême gauche à Vernier et Lancy.
Soli Pardo, ancien président de l'Union démocratique du centre genevois et décédé le 3 mars 2012, avait adhéré au MCG en déclarant : « J'ai toujours été un politicien contestataire. L'UDC n'a plus rien d'un mouvement contestataire. Le MCG, si ».

## Publication
Le MCG publie le journal Le Citoyen.